# 郭继孚
郭继孚（1966年6月—），男，满族，河北丰宁人，中华人民共和国政治人物。现任北京交通发展研究院院长，教授级高级工程师。兼任中国城市交通规划学会副秘书长，中国交通运输系统工程学会副秘书长。第十三、十四届全国政协委员。
2025年4月29日，被撤销全国政协委员资格。同年7月接受怀柔区监察委员会监察调查。